# -真天地開闢集団-ジグザグ
-真天地開闢集団-ジグザグ（しんてんちかいびゃくしゅうだん ジグザグ）は、日本のヴィジュアル系バンド。所属レコードレーベルはGIZA studio傘下のCRIMZON。メンバーは命 -mikoto-、龍矢 -ryuya-、影丸 -kagemaru-の3人。

## 概要
「愚かな者に救いの手を差し伸べる」をコンセプトに結成されたバンド。Twitterアカウントおよび公式サイトの開設、音源のリリースやライブは2015年から行われていたが、公式サイトには2016年1月31日より本格始動したと記載されている。
開催されるライブは「禊（みそぎ）」、禊に参加するファンは「参拝者」と呼ばれる。
これまでの活動は、大まかに次のように分けられる。2018年8月3日の公演を告知する動画の中で、氷河期から戦国時代までが紹介された。
- 氷河期（2015年6月14日 - 2016年1月31日）
- 原始時代（2016年1月31日 - 2016年9月1日）
- 旧石器時代（2016年9月1日 - 2017年8月25日）
- 飛鳥時代（2017年7月25日 - 2018年1月28日）
- 戦国時代（2018年1月28日 - 2018年8月3日）
- 4人組での活動（2018年8月3日 - 2019年1月25日）
- 3人組での活動（底辺時代）（2019年1月25日 - 2019年11月16日）
- 現在（2019年11月16日 - ）

氷河期から原始時代初期までは、メンバーの映像はほとんど公開せず、ライブの模様も一切公開しておらず、ビジュアル系の闇（繋がり、営業、掲示板、仕切り）についての風刺を徹底したコンセプトで神秘的な禊のみを行っていた。原始時代中期から戦国時代ごろまでは、サークルモッシュや振り付けを増やし、演者と観客で楽しむコンセプトを中心としながらも、表現がソフトになってきてはいたがビジュアル系風刺（狙い投げ、オキニ、オキラ、糞麺等）も残して活動を行っていた。戦国時代が明ける頃には初期のビジュアル系を風刺する作風は影を潜め、楽しむ要素を向上させ、コミックバンドとしての要素も向上し、よりビジュアル系ライト層、ロックバンド層に近いコンセプトに向かった。蒼梓脱退以降は初期のコンセプトはほとんどなくなり、より一層ライト層へ向けたコンセプト化が進んだほか、テレビ出演等でメンバーがマイメロディ好きを公言したり、メンバーが積極的にInstagramやYouTubeでの配信を行い、個々のパーソナリティも公開したりするなど、身近さを押し出している。
バンドの世界観は命が考案したもの。バンドの世界観について、元々はTシャツにジーパンというラフな格好のバンドを目指していたが、目立とうとコンセプトを作り上げた結果、後に引けなくなったという。

## 略歴
- 2015年（平成27）6月19日、ホームページを開始[10]。
- 2016年1月31日、本格始動[5]。
- 2018年1月1日、厳選音源集『はじめてのじぐざぐ』を発売[11][12]。
- 2018年1月24日、刄が体調不良のため脱退し、音楽活動を終了[13]。
- 2018年7月25日、全国展開第一弾となるシングル『帰りたいけど帰れない』を発売[14]。
- 2019年1月25日、蒼梓がBIGCAT公演をもって脱退[15]。
- 2021年4月19日、オフィシャルファンクラブ「参拝者の集い”ベレボ”」を開設[16]。
- 2021年9月10日、配信音源「燦然世界」を発売[17]。9月22日公開のBillboard Japan Download Songsで初登場10位を記録[18]。
- 2022年1月5日、3作目の最新音源集『慈愚挫愚 参 -夢幻-』を発売[19]。1月11日発表のオリコン週間アルバムランキングで初登場3位を獲得[20]。
- 2022年1月22日、サンリオピューロランドにて禊「慈愚挫愚 ピューロランド禊 〜命様の愛が届きました〜」を開催[21]。
- 2022年2月24日、フォトブック『慈愚挫愚寫眞集 -夢幻-』を発売[5]。
- 2022年11月15日、初の武道館公演を開催[22]。また、会場限定・店舗限定・無料配布など過去に発表してきた音源の、サブスクリプションサービスでの配信とダウンロード販売も解禁[23]。

## メンバー

### 現メンバー
※特記を除き、公式サイトの「人物紹介」に準拠。
命 -mikoto-
- 唄(ボーカル)を担当。
- 「破壊の祈祷師」を名乗る。
- バンドの設定や世界観、作詞作曲、MVの制作などバンドのほとんどを担当している。
- 自称0歳で、禊の最後に突然倒れた演出が参拝者にウケたのをキッカケに、倒れるたびに昇天と降臨を繰り返し、九代目の終了をもって「完全体」となった。
- サンリオキャラクターなどかわいいものを好む。

龍矢 -ryuya-
- 低音弦(ベース)を担当。
- 「鳴弦の陰陽師」を名乗る。
- 1996年5月10日生まれ（29歳）。血液型はA型。
- 蒼梓が脱退するまではギターを担当していた。
- 中性的な外見を特徴としている。

　　　　　　　　　　　
影丸 -kagemaru-
- 太鼓(ドラム)を担当。
- 「禁忌の大忍」を名乗る。
- 兵庫県神戸市出身。1995年2月25日生まれ（30歳）。
- 感情を失って話せないという設定で、おまじないをかけることで話すことができる。
- 2021年6月26日、自身の名を冠したシグネイチャースティックがROHEMAから発売。

### 元メンバー
刄 -じん-
- 隠密の鬼人。弦楽器(ギター)を担当。
- 始動当初からサポートギタリストとして参加し、その後、メンバーとして加入したギタリスト。2018年1月24日に脱退し、音楽活動を終了。

蒼梓 -あおし-
- 風来の歌舞伎侍。低音弦(ベース)を担当。
- 大阪府出身。大阪芸術大学 卒業。
- 8月13日生まれ。血液型はB型。
- 現在は経営者をしている。
- 2019年1月25日脱退。

### サポートメンバー
蛍
- 弦楽器(ギター)を担当。
- 2018年、刄が脱退した後にサポートギターとして複数の公演に参加。ゼログミのギタリスト。「帰りたいけど帰れない」のMVのギタリスト。

のあ
- 弦楽器(ギター)を担当。
- 2018年、刄が脱退した後にサポートギターとして複数の公演に参加。ARCHEMI.のギタリスト。

将
- 弦楽器(ギター)。
- 2019年、蒼梓が脱退した後に「全国悪霊退治」でサポートギターとして参加。

安部智樹
- 弦楽器(ギター)を担当。
- 同事務所所属のギタリスト。2019年、音都公演のサポートギターとして参加。現在はdoaのサポートギタリストとして活動。

尚虎
- 弦楽器(ギター)を担当。
- 同事務所所属のギタリスト。1998年1月22日生まれ（27歳）。2020年9月27日の配信禊、2021年4月3日のJAPAN ONLINE FES2021、5〜6月の5周年記念禊ハキュナマタタZepp公演東京・大阪公演、2022年全国悪霊退治「夢幻」全国ツアー21公演のサポートギタリストとして参加。その他に2022年5月21日のMETROCK2022、8月12日のROCK IN JAPAN Fes.2022などでもサポートギタリストとして参加している。
- 2017年 - 2019年までCROSS LORDでギターを担当。

hiro kanno / rafma
- 弦楽器(ギター)を担当。
- guitar/composer。2022年、打首獄門同好会対バン公演よりサポートギターとして参加。

## ディスコグラフィ

### 単独音源（シングル）
|     | 発売日        | タイトル             | 規格   | 品番                          | 収録曲                                                                                   | 備考                                                                                             |
| --- | ------------- | -------------------- | ------ | ----------------------------- | ---------------------------------------------------------------------------------------- | ------------------------------------------------------------------------------------------------ |
| 1st | 2018年7月25日 | 帰りたいけど帰れない | CD     | CCR-034（初回限定盤）         | 収録曲 1. 帰りたいけど帰れない 2. もう捨てました                                         | 初回限定盤は御朱印帳付き（完売） オリコン最高位80位                                              |
| 1st | 2018年7月25日 | 帰りたいけど帰れない | CD     | CCR-035（通常盤）             | 収録曲 1. 帰りたいけど帰れない 2. わた殖                                                 | 初回限定盤は御朱印帳付き（完売） オリコン最高位80位                                              |
| 2nd | 2025年8月20日 | P0WER-悪霊退散-      | CD+DVD | CCR-048（初回限定盤）         | 収録曲 1. P0WER-悪霊退散- 2. WAN WAN WONDERLAND                                          | 表題曲は2025年7月9日に先行配信 初回限定盤はミュージックビデオとオフショット映像を収録したDVD付き |
| 2nd | 2025年8月20日 | P0WER-悪霊退散-      | CD     | CCR-049（地獄先生ぬ～べ～盤） | 収録曲 1. P0WER-悪霊退散- 2. P0WER-悪霊退散- (TV size ver.) 3. P0WER-悪霊退散- (Off Vo.) | 表題曲は2025年7月9日に先行配信 初回限定盤はミュージックビデオとオフショット映像を収録したDVD付き |
| 2nd | 2025年8月20日 | P0WER-悪霊退散-      | CD     | CCR-050（通常盤）             | 収録曲 1. P0WER-悪霊退散- 2. WAN WAN WONDERLAND                                          | 表題曲は2025年7月9日に先行配信 初回限定盤はミュージックビデオとオフショット映像を収録したDVD付き |

### 音源集（アルバム）

#### 完全音源集（フルアルバム）
|     | 発売日        | タイトル               | 規格 | 品番    | 収録曲 | 備考               |
| --- | ------------- | ---------------------- | ---- | ------- | --- | ------------------ |
| 1st | 2019年6月16日 | 慈愚挫愚 壱 〜大殺界〜 | CD   | CCR-040 | 収録曲 1. 大殺界 2. 好きになってくれますか 3. 噓つき 4. 卑弥呼 -HIMIKO- 5. 其れでも花よ、咲け。 6. ニイハオ、ワンタンメン 7. ええじゃないか 8. 死亡 9. わた殖 10. 卒業 11. ゴミはゴミ箱へ 12. 顔が無理 13. 優しい人              |                    |
| 2nd | 2020年3月18日 | 慈愚挫愚 弐 〜真天地〜 | CD   | CCR-041 | 収録曲 1. 真天地 2. さくら さくら 3. Promise 4. メイドカフェに行きたくて 5. 忘却の彼方 6. 夢に出てきた島田 7. 復讐は正義 8. 兎girl 9. あいのかたち 10. きちゅねのよめいり 11. 傷と嘘 12. キーウィの故郷                          | オリコン最高位60位 |
| 3rd | 2022年1月5日  | 慈愚挫愚 参 -夢幻-     | CD   | CCR-043 | 収録曲 1. -夢幻- 2. Aria 3. ラスデイ ラバー 4. タガタメ 5. 僕ノ旋律 6. 昴 7. 死神 8. いいこいいこして 9. コノハ [AL ver.] 10. Requiem 11. 燦然世界 12. ナニモシタクナイ                                                          | オリコン最高位3位  |
| 4th | 2023年10月4日 | 慈愚挫愚 四 -最高-     | CD   | CCR-044 | 収録曲 1. おっかさん 2. Mr. Idiot 3. 最高だZ 4. Drip 5. Dazzling Secret 6. 生きて 7. Cry oUt -victims- 8. Sha. La. La. 9. どんぐり 10. スマイル★かわいいねん 11. Stay with me 12. Nighty night！ 13. “最高”座談会（Bonus Track） | オリコン最高位5位  |

#### 音源集（ミニアルバム・EP）
| 発売日         | タイトル                 | 規格 | 品番                  | 収録曲 | 備考 |
| -------------- | ------------------------ | ---- | --------------------- | --- | --- |
| 2016年4月1日   | 繋がりたい               | CD   | CRLC-0011             | 収録曲 1. 繋がりたい 2. 百合ノ華 3. 彼ノ夢、幻。 4. 悪霊退散 5. 愛シ貴女狂怪性 6. 十六夜                                                     | 2016年4月1日:NEW SCREAM CIRCUIT'2016より禊会場発売開始 2016年4月8日:関西地区V系SHOP限定一般発売開始 2016年9月22日:東京地区V系SHOP一般発売開始 |
| 2016年7月22日  | 仕切りが嫌い             | CD   | CRLC-0020             | 収録曲 1. 仕切りが嫌い 2. 怨めしや〜百鬼夜行〜 3. 抹消 4. トチ狂っテる 5. 悪いのはバンドマン 6. 死んでほしい                                 | 2016年7月22日:関西地区V系SHOP限定一般発売開始 2016年9月22日:東京地区V系SHOP一般発売開始                                                       |
| 2016年10月28日 | オキニ                   | CD   | CRLC-0021             | 収録曲 1. オキラ 2. 狙い投げ 3. 小夜時雨 4. 一祭合祭                                                                                         | 2016年10月28日:梅田AKASO公演会場先行発売開始 2016年11月11日:店頭一般販売開始                                                                  |
| 2016年11月27日 | オキラ                   | CD   | CRLC-0022             | 収録曲 1. オキ二 2. ひとりかくれんぼ 3. 蟷螂 4. 本当はね、私わるい子                                                                         | 2016年11月27日:HOLIDAY OSAKA公演より会場発売開始 2016年12月1日:店頭一般販売開始                                                               |
| 2017年3月23日  | 『メンヘラ』はじめました | CD   | CRLC-0025             | 収録曲 1. 『メンヘラ』はじめました 2. 取リ敢エズ『リストカット』 3. 臨兵闘者 〜皆陣列在前〜 4. 『死にたい』御年頃 5. 短絡的『絶望』 6. 空蝉  | OSAKA MUSE公演より会場発売開始、店頭一般同日発売                                                                                              |
| 2017年8月25日  | 糞麺氏ね                 | CD   | CRLC-0031             | 収録曲 1. 糞麺氏ね 2. 孤独二愛サレテ 3. 盲目少女 4. 黒死蝶 5. 腐ッタ世界二制裁 6. 大炎上                                                     | OSAKA MUSE公演より会場発売開始、店頭一般同日発売                                                                                              |
| 2019年11月16日 | ペサ・シェルヴェゼル     | CD   | CRLC-0050             | 収録曲 1. 復讐は正義 2. きちゅねのよめいり 3. 顔が好き 4. 五月ノ雪 5. キーウィの旅                                                           | |
| 2020年11月25日 | ハキュナマタタ           | CD   | CCR-042               | 収録曲 1. Requiem 2. コノハ 3. Guru 4. 拙者忍者、猫忍者。～木天蓼三毛蔵と町娘おりん～ 5. キーウィのさんぽ道                                  | オリコン最高位17位 |
| 2024年11月6日  | Gran ∞ Grace             | CD   | CCR-046（初回限定盤） | 収録曲 1. Schmerz 2. JAPPARAPAN ～Japanese Party～ 3. 天(ama) 4. バリネギ -sexy green onion- 5. E.v.e 6. “Gran ∞ Grace” 座談会 (Bonus Track) | 初回限定盤にボーナストラックを収録 オリコン最高位10位                                                                                         |
| 2024年11月6日  | Gran ∞ Grace             | CD   | CCR-047（通常盤）     | 収録曲 1. Schmerz 2. JAPPARAPAN ～Japanese Party～ 3. 天(ama) 4. バリネギ -sexy green onion- 5. E.v.e                                        | 初回限定盤にボーナストラックを収録 オリコン最高位10位                                                                                         |

### 配信音源
| 発売日        | タイトル                    | 収録アルバム               | 備考     |
| ------------- | --------------------------- | -------------------------- | -------- |
| 2019年2月16日 | 優しい人                    | 『慈愚挫愚 壱 〜大殺界〜』 |          |
| 2019年3月2日  | 其れでも花よ、咲け。        | 『慈愚挫愚 壱 〜大殺界〜』 |          |
| 2019年3月9日  | ゴミはゴミ箱へ              | 『慈愚挫愚 壱 〜大殺界〜』 |          |
| 2019年3月16日 | 卒業                        | 『慈愚挫愚 壱 〜大殺界〜』 |          |
| 2019年3月23日 | 顔が無理                    | 『慈愚挫愚 壱 〜大殺界〜』 |          |
| 2020年8月19日 | Requiem                     | 『慈愚挫愚 参 -夢幻-』     |          |
| 2021年9月10日 | 燦然世界                    | 『慈愚挫愚 参 -夢幻-』     |          |
| 2022年12月5日 | スマイル★かわいいねん       | 『慈愚挫愚 四 -最高-』     |          |
| 2023年5月1日  | Drip                        | 『慈愚挫愚 四 -最高-』     |          |
| 2023年8月8日  | Dazzling Secret             | 『慈愚挫愚 四 -最高-』     | 先行配信 |
| 2023年9月8日  | Stay with me                | 『慈愚挫愚 四 -最高-』     | 先行配信 |
| 2024年5月15日 | 天(ama)                     |                            |          |
| 2024年7月17日 | JAPPARAPAN ~Japanese Party~ |                            |          |

### 無料配布音源
| 配布(開始)日   | タイトル                        | 規格 | 品番     | 収録曲                       | 備考                                                       |
| -------------- | ------------------------------- | ---- | -------- | ---------------------------- | ---------------------------------------------------------- |
| 2015年6月1日   | ぽんぽこたぬき合戦              | CD   | ZIG-001  | 収録曲 1. ぽんぽこたぬき合戦 | ライカエジソン全店店頭、禊会場等で無料配布                 |
| 2016年1月31日  | 平成二十八年一月三十一日 限定盤 | CD-R | 品番無し | 収録曲 1. 繋がりたい         | 梅田AKASO公演、動員入場者限定配布                          |
| 2016年11月14日 | 慈愚挫愚甲子園                  | CD-R | 品番無し | 収録曲 1. 慈愚挫愚甲子園     | OSAKA RUIDO、入場者限定配布                                |
| 2017年5月21日  | 平成二十九年五月二十一日 限定盤 | CD-R | 品番無し | 収録曲 1. 糞麺氏ね           | アメリカ村KING KOBRA公演、入場者限定配布                   |
| 2017年8月23日  | 一祭合祭                        | CD-R | 品番無し | 収録曲 1. 一祭合祭           | 2017年8月23日、2017年9月1日：OSAKA RUIDO公演入場者限定配布 |
| 2018年8月2日   | 秘                              | CD-R | 品番無し | 収録曲 1. 大失禁 + コメント  | OSAKA RUIDO公演中に入場者に配布                            |

### 映像集
| 発売日         | タイトル                                | 規格                   | 品番                         | 収録曲 | 備考 |
| -------------- | --------------------------------------- | ---------------------- | ---------------------------- | --- | --- |
| 2020年11月25日 | 慈愚挫愚 MV集 -壱-                      | Blu-ray                | CXR-001                      | 収録曲 - ミュージックビデオ 1. 好きになってくれますか 2. きちゅねのよめいり 3. 復讐は正義 4. メイドカフェに行きたくて 5. Promise 6. さくら さくら 7. 忘却の彼方 8. Requiem - OFF SHOT | オリコン最高位4位 |
| 2022年1月5日   | 慈愚挫愚 5周年記念禊 〜ハキュナマタタ〜 | Blu-ray                | CXR-002                      | 収録曲 ＜DISC1-本編ディスク＞ - ［関東編］at KT Zepp Yokohama 1. あっぱれ珍道中 2. メイドカフェに行きたくて 3. コノハ 4. ニイハオ・ワンタンメン 5. 其れでも花よ、咲け。 6. MC 7. さくら さくら 8. 卒業 9. あいのかたち 10. 忘却の彼方 11. MC 12. 拙者忍者、猫忍者。〜木天蓼三毛蔵と町娘おりん〜 13. 兎 girl 14. Requiem 15. Guru 16. 愛シ貴女狂怪性 1. 傷と嘘 - 1. キーウィのさんぽ道 2. 影丸 -kagemaru- Drums solo 3. 顔が好き 4. 夢に出てきた島田 5. 復讐は正義 6. きちゅねのよめいり 7. ええじゃないか 8. Promise ＜DISC2-特典ディスク＞ - ［関西編］at Zepp Osaka Bayside 1. 卑弥呼-HIMIKO- 2. 悪いのはバンドマン 3. キーウィの故郷 4. ゴミはゴミ箱へ - OFF SHOT                                                 | オリコン最高位4位 |
| 2022年10月19日 | 全国悪霊退治 -夢幻-                     | Blu-ray+DVD+CD(豪華盤) | CXR-003 (CXR-003B、CXR-003C) | 収録曲 DISC 1(全タイプ共通) - 全国悪霊退治 -夢幻- 2022.5.31 Zepp Osaka Bayside 1. Aria 2. ラスデイ ラバー 3. タガタメ 4. コノハ 5. mc 6. いいこいいこして 7. 僕ノ旋律 8. 忘却の彼方 9. mc 10. 燦然世界 11. 死神 12. Requiem 13. ええじゃないか 14. mc 15. ナニモシタクナイ 16. 昴 17. 影丸 -kagemaru- Drums solo 18. 夢に出てきた島田 19. 顔が好き 20. わた殖 21. メイドカフェに行きたくて 22. 復讐は正義 23. 愛シ貴女狂怪性 24. Promise 25. mc 26. きちゅねのよめいり ＋making movie digest DISC 2（特典DVD / 豪華盤のみ） - 全国悪霊退治 -夢幻- making movie DISC 3（特典LIVE CD / 豪華盤のみ） - 全国悪霊退治 -夢幻- 2022.5.10 Zepp Haneda 1. 燦然世界 2. Requiem 3. 顔が好き 4. 復讐は正義 5. きちゅねのよめいり | 豪華盤 - Blu-ray+特典DVD+特典LIVE CD - 三方背ケース仕様 オリコン最高位5位                                                      |
| 2022年10月19日 | 全国悪霊退治 -夢幻-                     | Blu-ray                | CXR-004                      | 収録曲 DISC 1(全タイプ共通) - 全国悪霊退治 -夢幻- 2022.5.31 Zepp Osaka Bayside 1. Aria 2. ラスデイ ラバー 3. タガタメ 4. コノハ 5. mc 6. いいこいいこして 7. 僕ノ旋律 8. 忘却の彼方 9. mc 10. 燦然世界 11. 死神 12. Requiem 13. ええじゃないか 14. mc 15. ナニモシタクナイ 16. 昴 17. 影丸 -kagemaru- Drums solo 18. 夢に出てきた島田 19. 顔が好き 20. わた殖 21. メイドカフェに行きたくて 22. 復讐は正義 23. 愛シ貴女狂怪性 24. Promise 25. mc 26. きちゅねのよめいり ＋making movie digest DISC 2（特典DVD / 豪華盤のみ） - 全国悪霊退治 -夢幻- making movie DISC 3（特典LIVE CD / 豪華盤のみ） - 全国悪霊退治 -夢幻- 2022.5.10 Zepp Haneda 1. 燦然世界 2. Requiem 3. 顔が好き 4. 復讐は正義 5. きちゅねのよめいり | 豪華盤 - Blu-ray+特典DVD+特典LIVE CD - 三方背ケース仕様 オリコン最高位5位                                                      |
| 2023年6月7日   | 日本武道館単独禊『慈愚挫愚』            | Blu-ray+DVD(豪華盤)    | CXR-005 (CXR-005B)           | 収録曲 DISC 1（Blu-ray） - 2022.11.15 日本武道館単独禊『慈愚挫愚』 1. タガタメ 2. Promise 3. メイドカフェに行きたくて 4. コノハ 5. mc 6. 僕ノ旋律 7. 嘘つき 8. ニイハオ・ワンタンメン 9. 五月ノ雪 10. mc 11. 其れでも花よ、咲け。 12. 兎 girl 13. ラスデイ ラバー 14. Requiem 15. Guru 16. 顔が好き 17. あっぱれ珍道中 18. 忘却の彼方 19. 影丸 -kagemaru- Drums solo 20. 帰りたいけど帰れない 21. mc 22. スマイル★かわいいねん 23. 狙い投げ 24. 愛シ貴女狂怪性 25. 燦然世界 26. 復讐は正義 27. ええじゃないか 28. 傷と嘘 29. mc 30. きちゅねのよめいり 31. -武道館 特別終幕- DISC 2（特典DVD / 豪華盤のみ） - 日本武道館単独禊『慈愚挫愚』making movie                                                               | 豪華盤 - CD+特典DVD - 三方背ケース仕様 - 28Pフォトブックレット - DISC1副音声・メンバーオーディオコメンタリー オリコン最高位2位 |
| 2023年6月7日   | 日本武道館単独禊『慈愚挫愚』            | Blu-ray(通常盤)        | CXR-006                      | 収録曲 DISC 1（Blu-ray） - 2022.11.15 日本武道館単独禊『慈愚挫愚』 1. タガタメ 2. Promise 3. メイドカフェに行きたくて 4. コノハ 5. mc 6. 僕ノ旋律 7. 嘘つき 8. ニイハオ・ワンタンメン 9. 五月ノ雪 10. mc 11. 其れでも花よ、咲け。 12. 兎 girl 13. ラスデイ ラバー 14. Requiem 15. Guru 16. 顔が好き 17. あっぱれ珍道中 18. 忘却の彼方 19. 影丸 -kagemaru- Drums solo 20. 帰りたいけど帰れない 21. mc 22. スマイル★かわいいねん 23. 狙い投げ 24. 愛シ貴女狂怪性 25. 燦然世界 26. 復讐は正義 27. ええじゃないか 28. 傷と嘘 29. mc 30. きちゅねのよめいり 31. -武道館 特別終幕- DISC 2（特典DVD / 豪華盤のみ） - 日本武道館単独禊『慈愚挫愚』making movie                                                               | 豪華盤 - CD+特典DVD - 三方背ケース仕様 - 28Pフォトブックレット - DISC1副音声・メンバーオーディオコメンタリー オリコン最高位2位 |

## タイアップ一覧
| 使用年 | 曲名                  | タイアップ                                                                           |
| ------ | --------------------- | ------------------------------------------------------------------------------------ |
| 2020年 | Requiem               | テレビ朝日系全国放送『BREAK OUT』9月度オープニング・トラック                         |
| 2022年 | Aria                  | テレビ朝日系全国放送『BREAK OUT』3月度エンディング・トラック                         |
| 2022年 | スマイル★かわいいねん | TOKYO MX 月曜ドラマ『デブとラブと過ちと！』オープニングテーマ                        |
| 2022年 | 燦然世界              | ゲーム：SHOW BY ROCK!! Fes A Live                                                    |
| 2022年 | きちゅねのよめいり    | ゲーム：SHOW BY ROCK!! Fes A Live                                                    |
| 2022年 | Promise               | ゲーム：SHOW BY ROCK!! Fes A Live                                                    |
| 2023年 | Drip                  | テレビ朝日系全国放送『BREAK OUT』10月度オープニング・トラック                        |
| 2025年 | P0WER-悪霊退散-       | テレビ朝日系全国ネット IMAnimation W『地獄先生ぬ〜べ〜』第1クール オープニングテーマ |

## 出演

### テレビアニメ
- 地獄先生ぬ〜べ〜 第7話（2025年） - バスを待つ男性、バンドマン 役（命 -mikoto-）